# Лефанчик, Зигфрид
Зигфрид Лефанчик (нем. Siegfried Lefanczik; 4 июля 1930, Данциг — 8 февраля 2016, Гентин, Саксония-Анхальт) — восточногерманский легкоатлет, выступавший в спортивной ходьбе. Участник летних Олимпийских игр 1960 года.

## Биография
Зигфрид Лефанчик родился 4 июля 1930 года в вольном городе Данциг (сейчас Гданьск в Польше).
По специальности плотник.
Выступал в легкоатлетических соревнованиях за «Хемие» из Гентина. В 1955 году стал чемпионом ГДР в ходьбе на 10 км.
В 1958 году участвовал в чемпионате Европы в Стокгольме занял 7-е место в ходьбе на 20 км, показав результат 1 час 39 минут 18,6 секунды и уступив 6 минут 9,6 секунды завоевавшему золото Стэнли Викерсу из Великобритании.
В 1960 году вошёл в состав Объединённой германской команды на летних Олимпийских играх в Риме. В ходьбе на 20 км был дисквалифицирован за 3 км до финиша.
Впоследствии работал фотокорреспондентом в местной прессе в Гентине.
Умер 8 февраля 2016 года в Гентине.

## Личный рекорд
- Ходьба на 20 км — 1:31.10 (1960)[1]